# نيك تشينلوند
نيك تشينلوند (بالإنجليزية: Nick Chinlund)‏ مواليد 18 نوفمبر 1961 في نيويورك، الولايات المتحدة، هو ممثل أمريكي بدأ مسيرته الفنية سنة 1990.

## الأعمال
- ماحي
- كون إير
- دياجنوسيز: موردر
- يوم التدريب
- جوال تكساس ووكر
- بافي قاتلة مصاصي الدماء
- القانون والنظام: الوحدة الخاصة للضحايا
- أسطورة زورو
- ربات بيوت يائسات
- شبح هامس

## روابط خارجية
- نيك تشينلوند على موقع IMDb (الإنجليزية)
- نيك تشينلوند على موقع قاعدة بيانات الأفلام السويدية (السويدية)
- نيك تشينلوند على موقع إن إن دي بي (الإنجليزية)
- نيك تشينلوند على موقع قاعدة بيانات الفيلم (الإنجليزية)